# Slowenische Meisterschaften im Skispringen 2019
Die slowenischen Meisterschaften im Skispringen 2019 fanden am 17. Dezember 2019 in Planica statt. Es wurden bei den Männern ein Einzel- und ein Teamspringen sowie bei den Frauen ein Einzelspringen ausgetragen.
Titelverteidiger von 2018 waren bei den Männern im Einzel Timi Zajc und im Team der SSK Ljubno BTC in Person von Žak Mogel, Matevž Samec, Timi Zajc und Medard Brezovnik sowie bei den Frauen im Einzel Urša Bogataj.

## Austragungsort
| Schanze             | Bild                     | Ort     | Land      | Baujahr           | Hillsize | K-Punkt |
| ------------------- | ------------------------ | ------- | --------- | ----------------- | -------- | ------- |
| Bloudkova Velikanka | Bloudkova Velikanka 2014 | Planica | Slowenien | 1933 (Umbau 2013) | 139 m    | 125 m   |

## Teilnehmer
Es nahmen insgesamt 51 Männer und acht Frauen aus 16 Vereinen an mindestens einem der drei Wettbewerbe teil.

### Männer
| Verein            | Athleten |
| ----------------- | --- |
| ND Rateče Planica | Matija Košir, Jan Nemeček, Bor Pavlovčič, Lojze Petek, Rok Tarman                                                      |
| NSK Tržič – FMG   | Kristjan Jekovec, Domen Presterl, Anže Semenič, Ožbe Zupan                                                             |
| SD Dolomiti       | Jurij Tepeš |
| SK Triglav        | Nik Fabijan, Mark Hafnar, Žiga Jelar, Jakob Megušar, Cene Prevc, Domen Prevc, Peter Prevc, Nejc Toporiš                |
| SK Zagorje        | Andraž Pograjc, Ernest Prišlič, Matija Prosenc, David Zupanec                                                          |
| SSD Stol          | Tjaš Grilc, Rok Justin, Ožbej Modrijan, Marcel Rep                                                                     |
| SSK Ihan          | Tilen Bartol, Jernej Damjan                                                                                            |
| SSK Ilirija       | Maksim Bartolj, Timotej Jeglič, Lovro Kos, Rok Masle, Benjamin Podobnik, Gašper Sršen, Matija Štemberger, Matija Vidic |
| SSK Ljubno BTC    | Jan Bombek, Žak Mogel, Jernej Presečnik, Luka Robnik, Matevž Samec, Lovro Vodušek, Timi Zajc, Gorazd Završnik          |
| SSK Mengeš        | Anže Lanišek |
| SSK Ponikve       | Jaka Hvala |
| SSK Velenje       | Patrik Vitez |
| SSK Žiri          | Nace Erjavec, Rok Oblak, Marcel Stržinar, Anže Urbančič                                                                |

### Frauen
| Verein       | Athletinnen                |
| ------------ | -------------------------- |
| SD Zabrdje   | Maja Vtič                  |
| SSK Bohinj   | Katra Komar                |
| SSK Ilirija  | Urša Bogataj, Špela Rogelj |
| SSK Mengeš   | Virág Vörös                |
| SSK Mislinja | Jerneja Brecl              |
| SSK Žiri     | Ema Klinec, Nika Križnar   |

## Ergebnisse Männer

### Einzel
Im Einzelspringen der Männer von der Großschanze gingen 50 Athleten aus 13 Vereinen an den Start, von denen die folgenden 30 den zweiten Durchgang erreichten.
| Platz | Athlet         | Verein            | Weite 1 | Weite 2 | Punkte |
| ----- | -------------- | ----------------- | ------- | ------- | ------ |
| 01    | Anže Lanišek   | SSK Mengeš        | 130,0   | 133,0   | 0277,2 |
| 02    | Timi Zajc      | SSK Ljubno BTC    | 131,0   | 130,5   | 0276,0 |
| 03    | Domen Prevc    | SK Triglav        | 122,5   | 135,0   | 0265,5 |
| 04    | Peter Prevc    | SK Triglav        | 130,5   | 131,0   | 0264,0 |
| 05    | Cene Prevc     | SK Triglav        | 122,5   | 131,5   | 0256,9 |
| 06    | Tilen Bartol   | SSK Ihan          | 120,0   | 129,5   | 0249,9 |
| 07    | Jernej Damjan  | SSK Ihan          | 127,5   | 125,0   | 0241,3 |
| 08    | Jurij Tepeš    | SD Dolomiti       | 119,5   | 132,0   | 0236,8 |
| 09    | Rok Justin     | SSD Stol          | 116,0   | 127,0   | 0234,1 |
| 10    | Rok Tarman     | ND Rateče Planica | 121,0   | 122,5   | 0231,3 |
| 11    | Tjaš Grilc     | SSD Stol          | 122,0   | 131,0   | 0230,8 |
| 12    | Anže Semenič   | NSK Tržič – FMG   | 116,0   | 124,0   | 0229,6 |
| 13    | Bor Pavlovčič  | ND Rateče Planica | 115,5   | 129,5   | 0228,9 |
| 14    | Andraž Pograjc | SK Zagorje        | 122,5   | 120,5   | 0226,9 |
| 15    | Ernest Prišlič | SK Zagorje        | 118,0   | 129,5   | 0226,7 |

| Platz | Athlet           | Verein            | Weite 1 | Weite 2 | Punkte |
| ----- | ---------------- | ----------------- | ------- | ------- | ------ |
| 16    | Žak Mogel        | SSK Ljubno BTC    | 116,0   | 118,5   | 0225,0 |
| 17    | Lovro Vodušek    | SSK Ljubno BTC    | 118,5   | 117,5   | 0224,3 |
| 18    | Jernej Presečnik | SSK Ljubno BTC    | 112,5   | 126,0   | 0220,5 |
| 19    | Žiga Jelar       | SK Triglav        | 115,5   | 123,5   | 0219,7 |
| 20    | Rok Masle        | SSK Ilirija       | 118,0   | 123,0   | 0215,3 |
| 21    | Lovro Kos        | SSK Ilirija       | 117,0   | 122,0   | 0215,2 |
| 22    | Jaka Hvala       | SSK Ponikve       | 112,0   | 119,0   | 0200,4 |
| 23    | Jan Bombek       | SSK Ljubno BTC    | 119,0   | 115,5   | 0197,6 |
| 24    | Mark Hafnar      | SK Triglav        | 110,0   | 113,5   | 0195,5 |
| 25    | Matevž Samec     | SSK Ljubno BTC    | 111,0   | 114,0   | 0193,2 |
| 26    | Marcel Rep       | SSD Stol          | 115,0   | 113,0   | 0191,9 |
| 27    | Timotej Jeglič   | SSK Ilirija       | 111,0   | 111,5   | 0187,0 |
| 28    | Lojze Petek      | ND Rateče Planica | 112,0   | 108,5   | 0182,5 |
| 29    | Patrik Vitez     | SSK Velenje       | 111,5   | 104,5   | 0174,8 |
| 30    | Maksim Bartolj   | SSK Ilirija       | 118,0   | 106,0   | 0169,5 |

### Team
Im Teamspringen der Männer von der Großschanze gingen 44 Athleten in elf Teams aus acht Vereinen an den Start, von denen sich die folgenden auf den Plätzen eins bis acht klassifizierten.
| Platz | Team              | Athleten                                          | Punkte                      | Gesamt |
| ----- | ----------------- | ------------------------------------------------- | --------------------------- | ------ |
| 01    | SK Triglav 1      | Cene Prevc Žiga Jelar Domen Prevc Peter Prevc     | 0130,2 0108,6 0117,7 0127,3 | 0483,8 |
| 02    | SSK Ljubno BTC 1  | Žak Mogel Timi Zajc Jan Bombek Jernej Presečnik   | 0113,8 0123,0 0096,4 0099,5 | 0432,7 |
| 03    | SSK Ilirija 1     | Timotej Jeglič Matija Vidic Rok Masle Lovro Kos   | 0106,3 0094,1 0116,6 0102,1 | 0419,1 |
| 04    | ND Rateče Planica | Matija Košir Lojze Petek Rok Tarman Bor Pavlovčič | 0082,9 0097,3 0087,3 0098,6 | 0366,1 |

| Platz | Team             | Athleten                                                   | Punkte                      | Gesamt |
| ----- | ---------------- | ---------------------------------------------------------- | --------------------------- | ------ |
| 05    | SSK Ljubno BTC 2 | Matevž Samec Lovro Vodušek Gorazd Završnik Luka Robnik     | 0102,3 0111,3 0063,5 0081,9 | 0359,0 |
| 06    | SSD Stol         | Ožbej Modrijan Marcel Rep Tjaš Grilc Rok Justin            | 0048,0 0091,6 0097,3 0116,3 | 0353,2 |
| 07    | SK Zagorje       | Andraž Pograjc David Zupanec Matija Prosenc Ernest Prišlič | 0105,6 0064,8 0062,1 0089,1 | 0321,6 |
| 08    | SSK Žiri         | Rok Oblak Marcel Stržinar Anže Urbančič Nace Erjavec       | 0077,5 0088,7 0053,6 0082,1 | 0301,9 |

## Ergebnisse Frauen
Im Einzelspringen der Frauen von der Großschanze gingen acht Athletinnen aus sechs Vereinen an den Start. Mit Virág Vörös nahm auch eine ungarische Athletin am Wettkampf teil.
| Platz | Athletin      | Verein       | Weite 1 | Weite 2 | Punkte |
| ----- | ------------- | ------------ | ------- | ------- | ------ |
| 01    | Ema Klinec    | SSK Žiri     | 123,5   | 116,5   | 0219,5 |
| 02    | Urša Bogataj  | SSK Ilirija  | 124,0   | 117,0   | 0218,5 |
| 03    | Nika Križnar  | SSK Žiri     | 122,5   | 115,0   | 0215,8 |
| 04    | Jerneja Brecl | SSK Mislinja | 119,0   | 109,5   | 0198,1 |
| 05    | Katra Komar   | SSK Bohinj   | 117,0   | 112,5   | 0195,7 |
| 06    | Špela Rogelj  | SSK Ilirija  | 113,0   | 110,0   | 0186,3 |
| 07    | Maja Vtič     | SD Zabrdje   | 105,5   | 094,5   | 0133,4 |
| 08    | Virág Vörös   | SSK Mengeš   | 091,5   | 092,5   | 0100,0 |